# Никто не станет сурьёзным?
«Никто не станет сурьёзным?» — седьмой эпизод двадцать второго сезона мультсериала «Южный Парк». Вышел 14 ноября 2018 года в США. Премьера в России состоялась 28 ноября на телеканале Paramount Comedy. Эпизод является второй частью двухэпизодной сюжетной линии, которая в основном посвящена отрицанию изменения климата.

## Сюжет
Челмедведосвин продолжает сеять хаос в Южном Парке. Стэн и его друзья находятся в обезьяннике, будучи арестованными сержантом Ейтцом. Им удаётся обмануть полицейского и сбежать. Стэн узнаёт от отца, что его дед начал говорить про челмедведосвина, когда ему было 14 лет. Стэн приходит к деду и пытается узнать у него о сделке. Дед рассказывает, что в то время они были молоды и глупы, им хотелось иметь вещи, которые были у других и они не думали о будущем и о том, что станет с их внуками.
Сержант Ейтц продолжает отрицать существование челмедведосвина, настаивая на том, что все преступления являются результатом школьной перестрелки. Кайл, Картман, Кенни и Сатана собираются в лесу. Картман убеждает Сатану разобраться с челмедведосвином. Сатана решается вступить в драку с ним и терпит смертельное поражение.
Стэн и его дед укрываются в начальной школе, где их окружает полиция. В это время появляется сержант Ейтц. Он признаёт, что был дураком, отрицая существование челмедведосвина, и не осознавал этого, пока не увидел, что произошло с его браком. Стэн и ребята вступают в переговоры с юристом челмедведосвина, где они отказываются от всего, что он дал городу. Однако челмедведосвин не проявляет интерес к возврату его вещей, но требует отказаться от соевого соуса и игры в Red Dead Redemption 2. Нежелание города согласиться его требованиям приводит к новым условиям, на основании которых челмедведосвин вернется в город через 5 лет и устроит более кровавое побоище.